# Muru Nyingba
Muru Ningba (Wylie: rMe ru snying pa) is een naar Tibetaanse begrippen klein Tibetaans boeddhistisch klooster in de buurt van Jokhang in Lhasa in Tibet.
Muru Ningba was de zetel van het voormalige Tibetaans staatsorakel die resideerde in het klooster Nechung.
Het klooster ligt direct oostelijk achter Jokhang en kan vanaf Barkhor uit het noorden bereikt worden. Volgens de overlevering bouwde koning Songtsen Gampo de eerste gebouwen hier. Het klooster bood eveneens thuis aan de grote Tibetaanse wetenschapper Thonmi Sambhota die hier de ontwikkeling van het Tibetaanse alfabet voltooide.
Het huidige gebouw werd pas ontwikkeld tijdens de regering van Tri Ralpachen. Het is gebouwd als een Indische vihara rond een binnenplaats, met de lhakang ('tempel', letterlijk 'residentie van de godheid') in het noorden en de monnikenkwartieren aan de drie andere kanten.